# Удлинённый гиробифастигиум
Удлинённый гиробифастигиум или щипцовый ромбоэдр — это заполняющий пространство октаэдр с 4 гранями в виде прямоугольника и 4 гранями в виде прямоугольного пятиугольника.

## Название
Первое имя происходит от имеющего правильные грани гиробифастигиума, который удлинён расширением 4 треугольников в пятиугольники.
Название гиробифастигиум происходит от латинского fastigium, что означает наклонная крыша.
В стандартных соглашениях наименований многогранников Джонсона би- означает два тела, объединённые по основаниям, а гиро- означает, что две половинки повётнуты относительно друг друга.
Гиробифастигиум является первым многогранником в серии гиробикуполов, так что это тело может быть названо также удлинённым двускатным гиробикуполом.
Геометрически тело может быть также построено как двойственный многогранник для двускатного гиробиантикупола. Эта конструкция является заполняющей пространство.
Второе название, щипцовый ромбоэдр происходит из статьи Михаила Голдберга о заполняющих пространство октаэдрах, модель 8-VI, 6-й в списке 49 заполняющих пространство октаэдров.
Щипец (англ. — gable) — это треугольная часть стены между краями пересекающихся скатов крыши.

## Геометрия
Наивысшей степенью симметрии является D2d, порядок 8, но когда прямоугольный параллелепипед искажён до ромбоэдра,
симметрия сокращается до вращательной симметрии второго порядка, C2, порядок 2.
Все вершины многогранника трёхвалентны и у его двойственного многогранника все грани треугольные.
В это класс входит и плосконосый двуклиноид, который является дельтаэдром с равносторонними треугольниками.
Однако двойственный многогранник плосконосого двуклиноида не заполняет пространство, поскольку пятиугольники не прямоугольны.

### Связанные фигуры
Удлинённый Гиробифастигиум является ячейно изохорным тринадцатиячейником, 4-мерным многогранником,
полученным из двойственного многогранник для 13-5 ступенчатой призмы, которая имеет в качестве вершинной фигуры плосконосый двуклиноид.

## Вариации
Топологически отличающийся удлинённый гиробифастигиум имеет грани в виде квадратов и правильных треугольников, и его можно рассматривать как две треугольные призмы, присоединённые к центальному кубу.
Этот многогранник не является многогранником Джонсона, поскольку не является строго выпуклым.
Это также заполняющий пространство многогранник и соответствует геометрии Скрученно удлинённых призматических сот, если Удлинённый гиробифастигиум разбит обратно на кубы и треугольные призмы.
| Копланарные квадраты и треугольники |

Удлинённый гиробифастигиум должен базироваться на прямоугольном параллелепипеде или ромбоэдре, чтобы иметь свойство заполнения пространства, в то время как угол крыши произволен,
включая разрешение иметь вогнутую форму. Если крыша имеет нулевой угол, тело становится кубом или прямоугольным параллелепипедом.
Пятиугольники можно сделать правильными, тогда прямоугольник превращаются в трапеции и тело уже пространство не заполняет.
| Тип         | Заполняющие пространство     | Заполняющие пространство | Заполняющие пространство | Заполняющие пространство | Не заполняющие пространство               | Не заполняющие пространство |
| ----------- | ---------------------------- | ------------------------ | ------------------------ | ------------------------ | ----------------------------------------- | --------------------------- |
| Изображение | Равнобедренные пятиугольники | Ромбический              | Копланарный              | Вогнутый                 | двойственный для плосконосого двуклиноида | Правильные пятиугольные     |
| Развёртка   |                              |                          |                          |                          |                                           |                             |

## Соты
Подобно гиробифастигиуму, многогранник может замощать собой пространство.
Многогранники замощают пространство путём параллелного переноса вдоль плоскости и ставятся друг на друга с чередующейся ориентацией.
Поперечное сечение многогранника должно быть квадратом или ромбом, в то время как угол крыши может быть произвольным, и даже может быть отрицательным, что делает многогранник вогнутым.
Ромбические формы требуют хиральные (зеркально симметричные) пары тел, чтобы заполнять пространство.
| Равносторонний вариант | Ромбический вариант | Выпуклый вариант | Копланарный вариант | Вогнутый вариант |